# L'Héritage des Templiers
L'Héritage des Templiers (The Templar Legacy) est un roman policier de Steve Berry publié en 2006 aux États-Unis.

## Contexte de l'intrigue
1118 : Jérusalem, Terre sainte. Neuf chevaliers créent un ordre militaire, les "Pauvres Chevaliers du Christ". Le roi Baudoin II leur cède une partie de son palais, bâti sur les ruines du Temple de Salomon. Ils deviennent les "chevaliers du Temple" puis les "Templiers".
1307 : Jacques de Molay, grand maître des Templiers, est arrêté sur ordre de Philippe le Bel. Il garde le silence sur le trésor des Templiers.
2006 : Cotton Malone, ex-agent du département de la Justice américaine, et son amie Stéphanie, entrent en possession de documents liés au fameux trésor. Commence alors une quête qui les mènera à Rennes-le-Château, cœur du mystère.

## Résumé
Retraité du département de la Justice américaine l'année précédente, Cotton Malone est désormais libraire à Copenhague. De passage en Europe pour ses vacances, son amie et ancienne patronne Stéphanie Nelle l'a invité à prendre un café mais il remarque vite qu'elle est suivie, et l'individu lui vole son sac. Malone se lance à la poursuite du voleur, mais à la surprise générale, celui-ci se suicide aussitôt acculé, alors que le sac à main ne contenait que le journal intime de Lars, le défunt mari de Stéphanie... Et quand le vieux livre que celle-ci est venue acheter aux enchères lui est raflé sous son nez à un prix exorbitant, alors qu'il est obscur et sans intérêt, Malone trouve que ça fait un peu trop de coïncidences : de toute évidence, Lars avait découvert quelque chose dont d'autres voudraient bien s'emparer...

## Les personnages
Cotton Malone : a travaillé pour le ministère de la Justice américain avant de prendre sa retraite et de devenir propriétaire d'une librairie à Copenhague.
Stéphanie Nelle : fonctionnaire travaillant pour le ministère de la Justice américain. Elle veut conclure les recherches entreprises par son mari et son fils sur le trésor de Rennes-le-Château.
Lars Nelle : mari de Stéphanie, Il s'est suicidé il y a onze ans. À la recherche du legs des Templiers. Son échec est cause de sa mort.
Mark Nelle : fils de Lars et de Stéphanie Nelle. Continue les recherches de son père. Supposé mort dans une avalanche, il est recueilli par les Templiers et devient sénéchal de l'Ordre. Il conteste l'autorité de de Rochefort.
Raymond de Rochefort : maréchal de l'Ordre du Temple. Il conteste la politique de l'Ordre et veut devenir maître. Son ambition est de retrouver le legs des Templiers afin d'obtenir réparation pour les torts causés et de redonner à l'Ordre sa splendeur passée.
Henrik Thorvaldsen : homme d'affaires danois. Très riche, Son fils fut tué lors d'une fusillade au Mexique.
Cassiopée Vitt : riche musulmane qui vit dans le sud de la France et qui s'y fait bâtir un château médiéval. Amie de Henrik Thorvaldsen. Elle protège en secret Cotton Malone et Stéphanie Nelle.
Geoffrey : chevalier du Temple. Assistant du sénéchal, il l'aide dans sa lutte contre de Rochefort.
Royce Claridon : antiquaire d'Avignon. Se fait passer pour fou pour échapper aux griffes des Templiers. Devient complice de de Rochefort.
Peter Hansen : libraire de Copenhague. Tué par les hommes de de Rochefort lorsque celui-ci s'aperçoit qu'il joue double jeu.

## Remarques
La solution de l'énigme de ce roman est une invention de l'auteur, mais sa tentative polémique pour démontrer que la résurrection du Christ n'a pas eu lieu s'appuie sur d'autres écrivains. Toutefois, comme Steve Berry l'explique dans sa « Note de l'auteur X, tous les éléments qu'il met en scène sont authentiques. Il a essayé de respecter l'histoire et les us et coutumes de l'ordre des Templiers, au moins pour ceux qui sont avérés. En outre, tout ce qu'il mentionne à propos de la ville de Rennes-le-Château et du prétendu secret que l'abbé Saunière y aurait découvert est bien connu des amateurs de mystères.